# Station F
Station F è un campus di startup, inaugurato il 29 giugno 2017, si sviluppa su 34.000 metri quadrati e si trova nella Halle Freyssinet, a Parigi. È stato creato da Xavier Niel ed è diretto da Roxanne Varza. È il più grande campus di avvio al mondo. La struttura di 34.000 m2 (370.000 piedi quadrati) è stata inaugurata ufficialmente dal presidente Emmanuel Macron nel giugno 2017 e fornisce uffici per un massimo di 1.000 start-up e imprese in fase iniziale, nonché per partner aziendali come Facebook, Microsoft e Naver.

## Costruzione

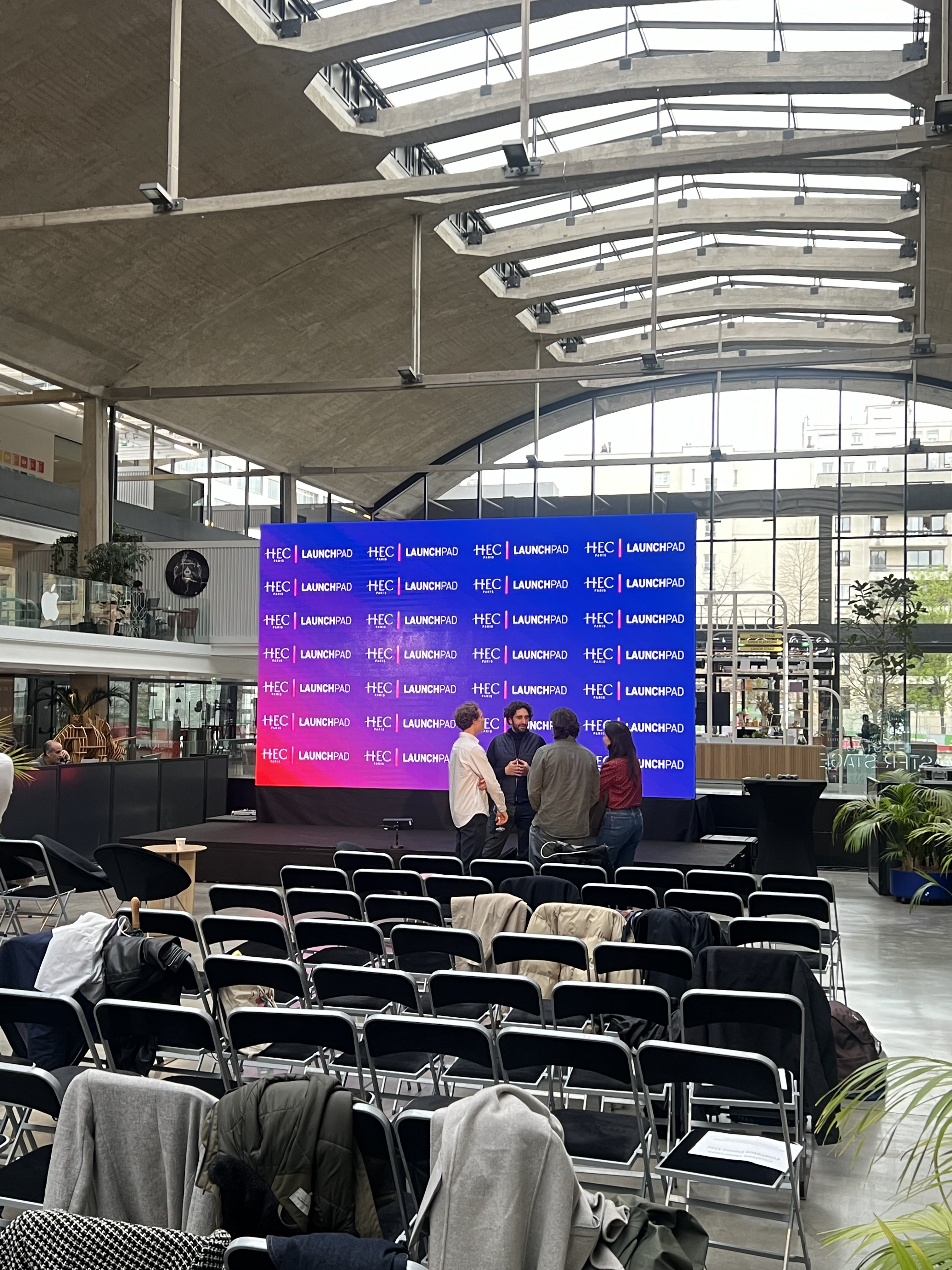
HEC Paris Startup Launchpad Demo Day 2024

Il campus di Station F si estende su 34.000 metri quadrati e ospita un'area di avvio di oltre 3.000 postazioni di lavoro, un mercato, 26 programmi di supporto e accelerazione internazionali, spazi per eventi e diversi posti dove mangiare. L'edificio ha spazi per riunioni, un ristorante, tre bar e un auditorium con 370 posti a sedere. Nell'incubatore sono presenti anche servizi essenziali per il funzionamento delle startup: fondi di investimento, un Fab lab, stampanti 3D e servizi pubblici.
Il campus è partner di diverse scuole, come HEC Paris, la migliore business school europea.